# Weißkehlnymphe
Die Weißkehlnymphe (Lampornis castaneoventris) ist eine Vogelart aus der Familie der Kolibris (Trochilidae), die in Panama endemisch ist. Der Bestand wird von der IUCN als „nicht gefährdet“ (least concern) eingeschätzt.

## Merkmale

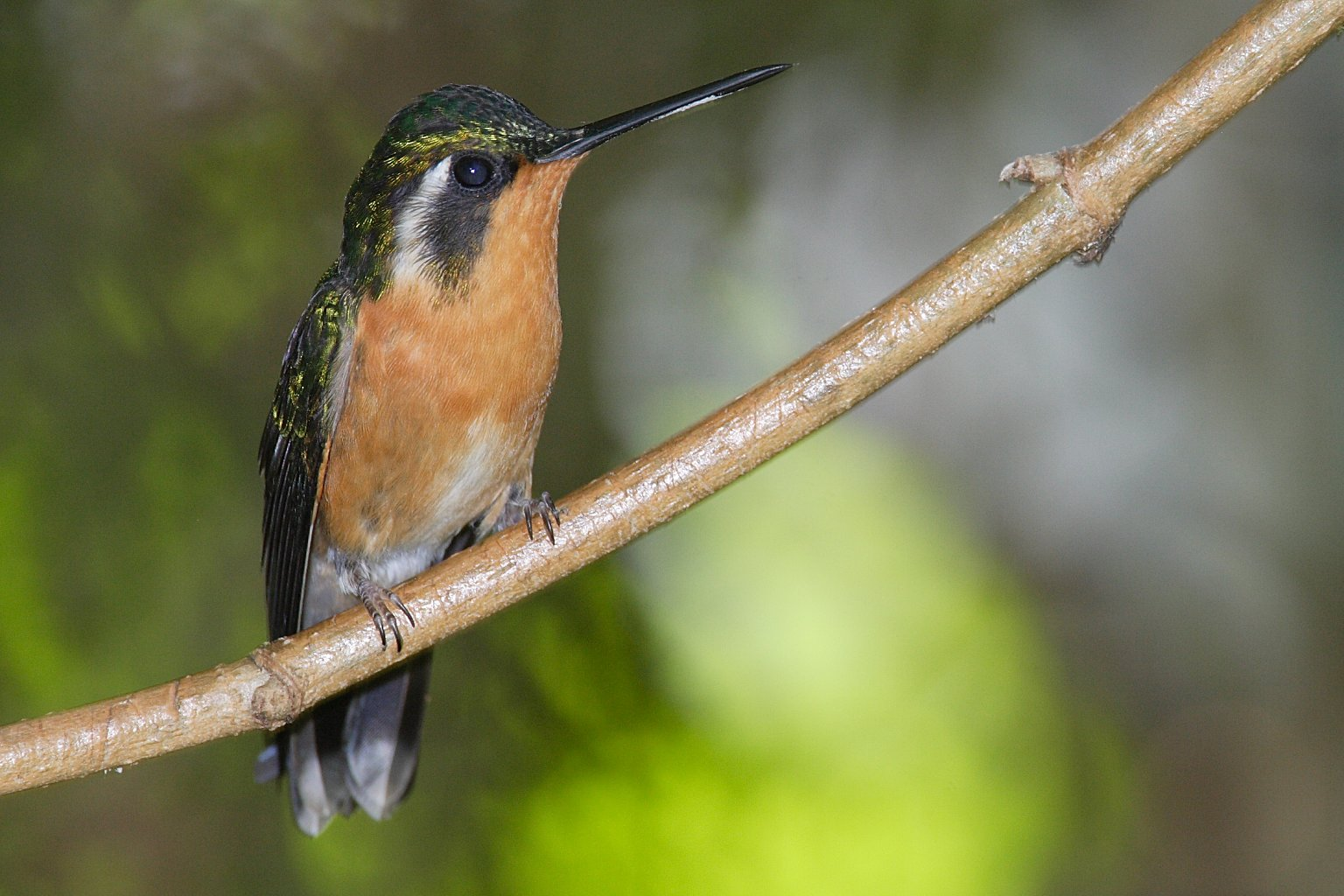
Weißkehlnymphe ♀

Die Weißkehlnymphe erreicht eine Körperlänge von etwa 10 bis 11,5 cm bei einem Gewicht der Männchen von ca. 5,7 bis 6,3 g und der Weibchen von ca. 4,7 bis 5,5 g. Der gerade, mittellange Schnabel ist schwarz. Das Männchen hat einen glitzernden hell blaugrünen Oberkopf. Der Kehlspiegel ist weiß mit einigen blauen und violetten Federn am unteren Rand. Der Rest der Oberseite glitzert hell bronzegrün. Die Brust schimmert hell grün, der Bauch ist grau. Der eingekerbte Schwanz blauschwarz. Dem Weibchen fehlen die blaugrüne Färbung des Oberkopfs und der weiße Kehlspiegel. Die gesamte Unterseite ist zimtfarben. Der Schwanz ist grün mit blauschwarzer subterminaler Binde und weißen seitlichen Spitzen an den Steuerfedern. Ein auffälliger weißer Hinteraugenstrich ziert das Gesicht beider Geschlechter. Männliche Jungvögel sind an Oberkopf, Kehle und Brust matt dunkel grün. Das junge Weibchen hat am Oberkopf und im Gesicht rostfarbene Fransen. Die ersten Kehlfedern der Männchen sind dann weiß bis gelbbraun, gelegentlich mit einer leichten violetten Tönung.

## Verhalten und Ernährung
Die männliche Weißkehlnymphe bezieht ihren Nektar vorzugsweise an den Blüten großer Epiphyten aus den Familien der Heidekrautgewächse, Gesneriengewächse und Bromeliengewächse in den mittleren Straten bis in die unteren Baumkronen. Das Weibchen hingegen besucht gerne verschiedene Büsche der Familien Akanthusgewächse, Gesneriengewächse und Rötegewächse. Beide Geschlechter fliegen auch Bäume der Gattungen Clusia und Inga sowie Gestrüpp der Gattung Stachytarpheta an den Rändern von Kaffeeplantagen und Sekundärvegetation an. Aggressiv und dominant verteidigt das Männchen häufig die reichhaltigsten Blütenbüschel. Gliederfüßer jagen beide im Flug, doch insbesondere Weibchen sammeln diese oft von den Blättern, Baumstämmen, Ästen und gelegentlich aus Spinnweben.

## Fortpflanzung
Die Brutzeit der Weißkehlnymphe ist meist die Regenzeit, doch gibt es auch einen Bericht aus dem Februar. Das Nest ist ein kompakter Kelch, der 59 mm breit und 59 mm tief ist und aus hellem bräunlichen Pflanzenabfall, feinen Fasern, Baumfarnschuppen, Zweigen von feinem Lebermoos und Spinnweben besteht. Die Außenseite wird mehr oder weniger stark mit Moosteilen und Flechten verziert. Das Nest wird in 0,5 bis 3,5 Meter über dem Boden in schattigem Unterholz angebracht. Oft sind die Nester seitlich von Wegen oder an Waldlücken. Ein Gelege besteht aus zwei weißen Eiern, die 13,5–14,5 mm × 8,9–9,7 mm groß sind.

## Lautäußerungen
Der Gesang ist wenig erforscht. Laute, die die Weißkehlnymphe von sich gibt, beinhalten kurze, schrille und rollende tssrrrt-Töne.

## Verbreitung und Lebensraum

Verbreitungsgebiet der Weißkehlnymphe

Die Weißkehlnymphe bevorzugt kühlere Bergwälder, insbesondere mit Eichen. Meist bewegt sie sich in Höhenlagen zwischen 1500 und 3000 Metern. In Gegenden, in denen sie vorkommt, wird sie oft unter 2000 Meter durch die Purpurkehlnymphe (Lampornis calolaemus (Salvin, 1865)) abgelöst. Man sieht die Weißkehlnymphe meist in Baumkronen und an Waldrändern. Weibchen nisten im Unterholz. An Waldrändern, halboffenen Gebieten und angrenzender Sekundärvegetation oder halboffenen Anbaugebieten findet man beide Geschlechter in den Straten auf Gebüschhöhe.

## Migration
Das Zugverhalten der Weißkehlnymphe ist wenig erforscht. Es wird vermutet, dass sie wie Purpurkehlnymphe und Grauschwanznymphe nach der Brutzeit in tiefere Höhenlagen zieht.

## Unterarten
Die Art gilt als monotypisch. Oreopyra leucaspis Gould, 1860 wurde lange als Unterart betrachtet, gilt aber heute als Synonym für die männliche Weißkehlnymphe. Es war 1906 Outram Bangs, der erstmals diese Synonymität herausarbeitete.
Birds of the World erkennt die Grauschwanznymphe (Lampornis cinereicauda) nicht als eigene Art an, sondern ordnet sie als Unterart  Lampornis castaneoventris cinereicauda der Weißkehlnymphe zu.

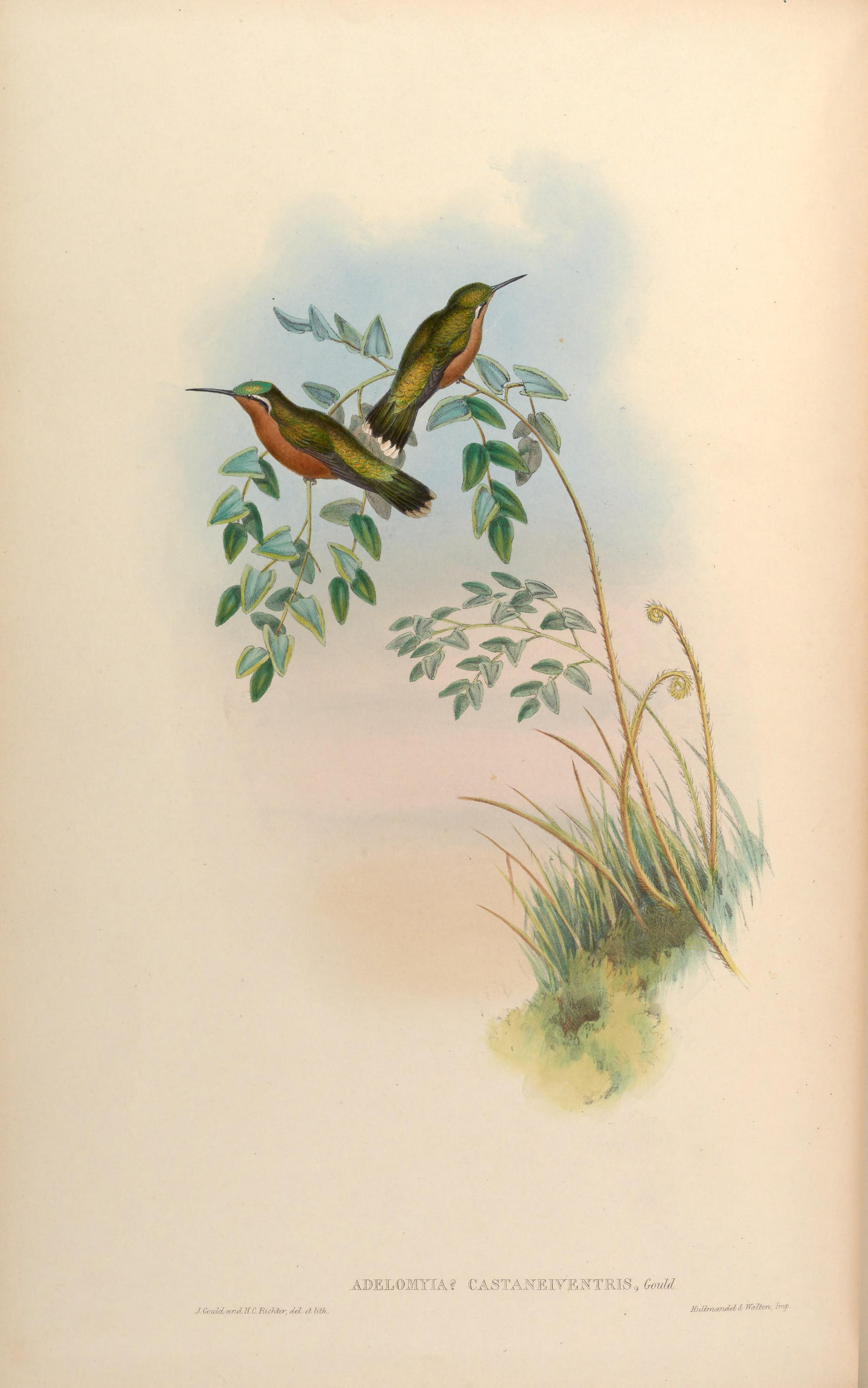
Lampornis castaneoventris illustriert von John Gould
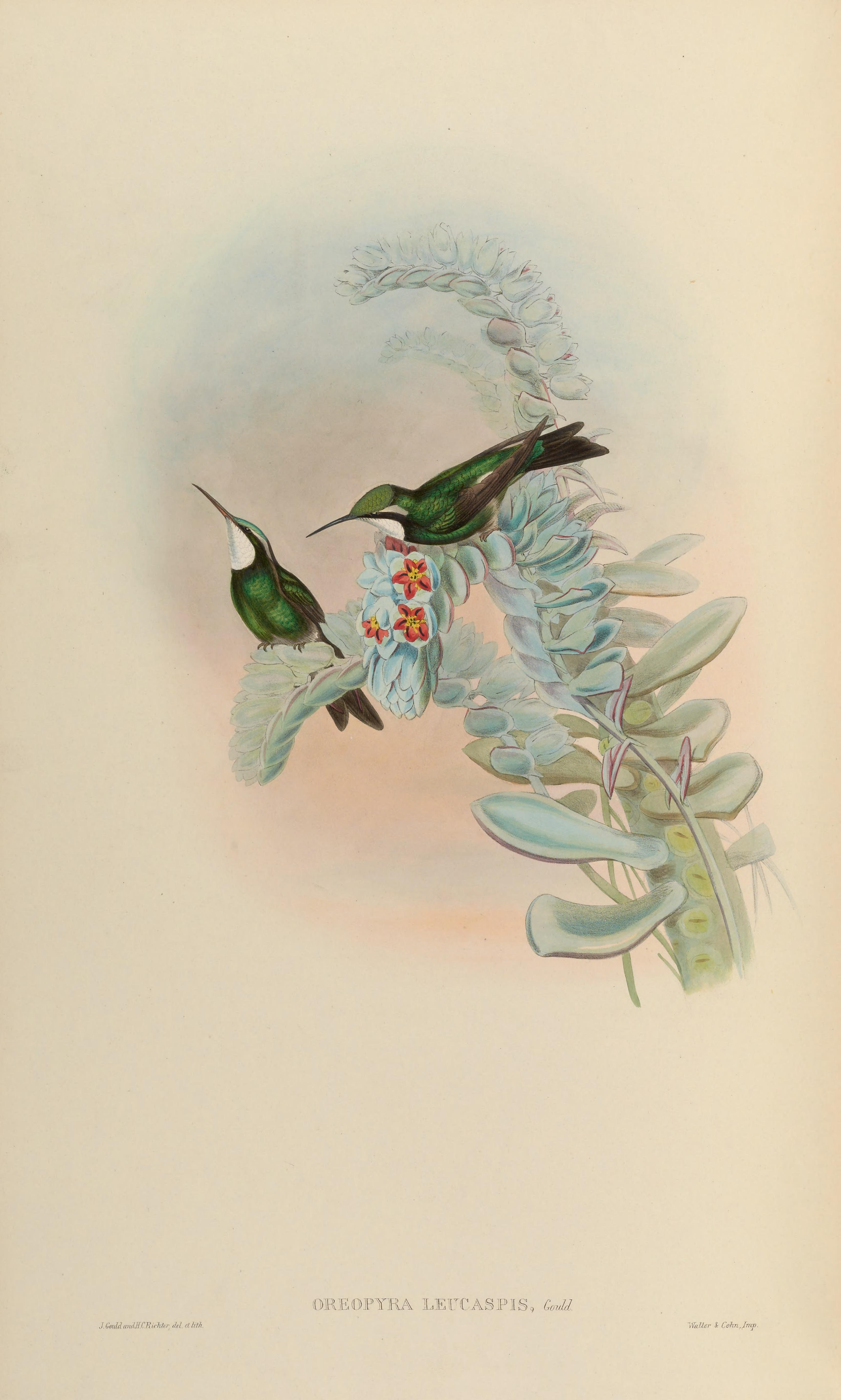
Oreopyra leucaspis illustriert von John Gould

## Etymologie und Forschungsgeschichte
Die Erstbeschreibung der Weißkehlnymphe erfolgte 1851 durch John Gould unter dem wissenschaftlichen Namen Trochilus (--?) castaneoventris. Das Typusexemplars hatte Gould als Leihe von Thomas Bellerby Wilson bekommen und wurde in der Nähe von David gesammelt. Es war 1827 William Swainson, der die neue Gattung Lampornis einführte. Dieser Name leitet sich von den griechischen Wörtern λαμπάς lampás für „Fackel, Leuchte“ und ὄρνις órnis für „Vogel“ ab. Der Artname castaneoventris ist ein lateinisches Wortgebilde aus castaneus, castanea für „kastanienbraun, Kastanie“ und venter, ventris für „Bauch“.